# 이보가
이보가(李寶嘉, 리바오지아, 1867∼1906)은 중국의 작가이다. 자는 백원(伯元)，별칭은 난팅팅장(南亭亭長)으로 장쑤성(江蘇省) 창저우(常州) 사람이다.

## 소개
그는 여섯 살 때 부친을 여의고 산둥성(山東省)에서 현령으로 재직하고 있던 백부 리이칭(李翼靑)의 집에서 성장했다. 백부의 엄격한 교육 아래 팔고(八股), 시문, 사곡, 그리고 서화 등 여러 방면에 관한 소양을 쌓았고 수재(秀才)에도 합격했다. 26세 때 관직에서 물러난 백부와 함께 창저우(常州)로 가서 그 후로 5년간 선교사에게 영어를 배웠다. 백부가 세상을 뜬 뒤, 그는 관리의 부패상에 염증을 느껴 과거 응시를 포기하고 상하이로 옮아가 언론·출판 사업에 종사했다. 상하이에서 10년간 소설을 창작하고 언론·문화계에서 눈부신 활약을 펼치다가 과로로 병을 얻어 39세의 짧은 일기로 세상과 작별했다.
루쉰(魯迅)에 의해 우젠런(吳趼人), 류어(劉鶚), 쩡푸(曾樸)와 더불어 청대 말기 4대 견책소설(譴責小說) 작가로 추앙받은 뛰어난 작가다. 주요 소설 작품으로는 ≪관장현형기(官場現形記)≫, ≪활지옥(活地獄)≫, ≪해상번화몽(海上繁華夢)≫ 등 10여 편이 있다. 그는 소설 창작뿐만 아니라 상하이(上海) 언론계에서 활발하게 활동한 언론인이기도 했다. ≪유희보(遊戱報)≫, ≪세계번화보(世界繁華報)≫ 등을 직접 창간했고, 상무인서관에서 간행한 ≪수상소설(繡像小說)≫ 편집장으로도 활동했다.

## 작품
- 문명소사

## 참고 문헌
- 김소정 역, 문명소사, 지만지